# Ляв национализъм
Левият национализъм е форма на национализма, която акцентира върху социалното равенство, народния суверенитет и правото на национално самоопределение, за разлика от социалноконсервативния десен национализъм.
Левият национализъм води началото си от якобинството по време на Френската революция, а през 19 век е подложен на силното влияние на социализма. През 20 век той се превръща във важен елемент на движението за деколонизация, като много от националноосвободителните движения в развиващите се страни заемат лявонационалистически позиции.
Сред известните лявонационалистически движения са Индийският национален конгрес, който, оглавяван от Махатма Ганди, се бори за независимостта на Индия, Шин Фейн в Ирландия, Африканския национален конгрес, който, начело с Нелсън Мандела, успява да премахне системата на апартейд в Южноафриканската република и Арабската социалистическа партия „Баас“, установила трайни диктатури в Сирия и Ирак.
В различна степен лявонационалистически елементи възприемат и някои комунистически режими. В Съветския съюз Йосиф Сталин лансира доктрината за „съветския патриотизъм“, целяща формирането на съветско национално самосъзнание за сметка на традиционната етническа идентификация. Подобна е и политиката на режима в Югославия по времето на Йосип Броз Тито и на Слободан Милошевич, и в Румъния по времето на Николае Чаушеску. От началото на 60-те години се засилват и националистическите тенденции на комунистическия режим в България, които довеждат до т.нар. Възродителен процес.